# Oncidium cruciferum
Oncidium cruciferum är en orkidéart som beskrevs av Heinrich Gustav Reichenbach och Josef Ritter von Rawicz Warszewicz. Oncidium cruciferum ingår i släktet Oncidium och familjen orkidéer. Inga underarter finns listade i Catalogue of Life.